# Las Szczakatowski
Las Szczakatowski (Las Kantakuzowski, Las Śmierci) – las znajdujący się na 9 kilometrze drogi z Homla na Białorusi do Czernihowa na Ukrainie (po prawej stronie drogi). Miejsce masowych egzekucji dokonywanych przez NKWD w okresie Wielkiego Terroru. Szacuje się, że pochowano tu w latach 1919–1940 kilka tysięcy ofiar. Masowe groby odkryto również 2 kilometry od Lasu, w uroczyskach Trzy Słupy i Borki (po lewej stronie czernihowskiej drogi).

## Historia
W latach 30. XX w. las stanowił zamkniętą strefę. Według świadectw mieszkańców okolicznych wsi, w 1937 r. NKWD dokonywało w niej rozstrzeliwań, m.in. mieszkańców obwodu czernihowskiego, których przywieziono tu pod osłoną nocy. Przed rozstrzelaniem ofiary były więzione w suterenach budynku Obwodowego Zarządu NKWD w Homlu.
Na początku lat 90. XX w. Prokuratura Obwodowa w Homlu rozpoczęła badanie tego faktu. Po zbadaniu znalezionych szczątków ludzkich, łusek, fragmentów odzieży i obuwia ustalono, że pochówki pochodzą z czasów przedwojennych. KGB oficjalnie potwierdziło, że w Lesie Szczakatowskim odbywały się masowe egzekucje i że zginęło w nich co najmniej 5 tysięcy osób. Wyniki ekshumacji przeprowadzonej w 1997 r. definitywnie potwierdziły, że w tym miejscu ludzi mordowało NKWD.

## Uroczyska Trzy Słupy i Borki
W okresie od maja do czerwca 2007 r. w odległości 2 kilometrów od ujawnionego miejsca represji, mieszkańcy kilkukrotnie odnaleźli ludzkie szczątki. Pomimo to, żaden urząd nie podjął działań w tym kierunku. Według polityka Witalija Rymaszeuskiego, pierwsi na cmentarzu pojawili się członkowie utworzonej wówczas partii Białoruska Chrześcijańska Demokracja.
W czerwcu i lipcu 2007 r. w uroczyskach Trzy Słupy i Borki wykopaliska prowadził 52. specjalistyczny batalion poszukiwawczy Ministerstwa Obrony Białorusi. Miejsce wykopalisk otoczono kordonem milicji, a niezależni eksperci nie mieli możliwości obserwować prac. Odkopano szczątki 70 rozstrzelanych osób. W wyniku wykopalisk ogłoszono, że w lesie pochowano ofiary nazistowskiego reżimu, rozstrzelane podczas II wojny światowej. Jednak zgodnie z wynikami tych prac, ekspertyza sądowa nie odniosła się do wieku pochówków ani do łusek i pocisków, którymi strzelano. Ofiary zostały postrzelone w tył głowy, co niewątpliwie odpowiada praktyce egzekucji NKWD.

To było w 37 roku. To ludzie rozstrzelani w czasie represji. To nasi rodzice i na naszych rodzicach zasadzili las i chcą to wszystko ukryć.

Obecnie funkcjonują obie wersje pochodzenia pochówków.

## Pamięć
Pierwszy krzyż upamiętniający ofiary ustawiono 2 listopada 1994 r. w Dzień Zaduszny z inicjatywy członków Stowarzyszenia ofiar politycznych represji Homla. Był wielokrotnie niszczony przez wandali, ale za każdym razem odnawiano go z inicjatywy Białoruskiego Frontu Ludowego i stowarzyszenia więźniów politycznych.
6 listopada 2010 r. członkowie partii BChD ustawili kolejny krzyż ku czci męczenników Białorusi. Wcześniej krzyż symbolicznie przeniesiono na ramionach przez Homel. Trzy dni później planowano poświęcenie krzyża przez prawosławnego kapłana. Jednak działacze i pop, którzy przybyli na mszę świętą w dniu 9 listopada, zobaczyli, że krzyża nie ma. Znaleziono go sto metrów dalej w zaśmieconym poszyciu lasu. Krzyż został ponownie ustawiony i poświęcony.
10 października 2007 r. w uroczyskach Trzy Słupy i Borki uroczyście odsłonięto krzyż ustawiony z inicjatywy administracji rejonu homelskiego oraz kamień z napisem „Twoim męczennikom, Białoruś”, ustawiony przez demokratycznych aktywistów. Krzyż poświęcił przedstawiciel prawosławnej cerkwi w Homlu Sergiej. W uroczystości wzięli udział przedstawiciele miejscowej administracji i pracownicy Wojskowej Komendy.
Homelscy działacze społeczni stawiają w lesie kolejne krzyże ku pamięci rozstrzelanych.